# Green Is the Colour
«Green is the Colour» es una canción de la banda británica de rock progresivo Pink Floyd, perteneciente al álbum Music from the Film More y compuesta por Roger Waters. Es una balada acústica tranquila cantada por David Gilmour. Durante la canción se puede escuchar un tin whistle, pero no se sabe quién lo toca, algunas fuentes dicen que es Lindy, la futura esposa de Nick Mason.
En las versiones en vivo la canción se tocó utilizando solo instrumentos eléctricos y en un tiempo musical más lento que la versión del álbum. Richard Wright le dio un brillo calmo a la pieza creando un gorjeante sonido de teclado, que creaba una introducción más adecuada para la canción siguiente, "Careful with that Axe, Eugene". Una versión distinta a las demás emitida por un programa de la televisión público de San Francisco incluye a Wright tocando una sección de piano, dándole un "sentimiento" diferente. En todas las versiones David Gilmour escatea sobre su solo de guitarra en la parte final de la canción. En una versión en vivo de 1970 Waters dijo que la canción era "acerca de estar en Ibiza", lugar donde se filmó More.
En la The Man and the Journey suite, la canción fue retitulada "The Beginning" en la mitad "The Journey" del espectáculo. También fue tocada como medley con "Beset by the Creatures of the Deep", título alternativo de "Careful with that Axe, Eugene".
La canción formó parte regular de los conciertos de la banda durante 1969 y 1970, y siguió siendo interpretada ocasionalmente durante 1971. El grupo la tocó por última vez durante su breve gira por Japón y Australia en agosto de 1971.

## Personal e instrumentario
- David Gilmour - voz principal, guitarra sajona
- Lindy Mason - silbote irlandés
- Rick Wright - piano, órgano Farfisa
- Roger Waters - bajo